# Let's Talk About Love (album av Modern Talking)
Let's Talk About Love är Modern Talkings andra album från 1985. Bland de mest kända låtarna kom Cherri Cherryi Lady på topplistorna.

## Låtar
1. "Cheri Cheri Lady" — 3:51
2. "With A Little Love" — 3:38
3. "Wild Wild Water" — 4:22
4. "You're The Lady Of My Heart" — 3:23
5. "Just Like An Angel" — 3:19
6. "Heaven Will Know" — 4:06
7. "Love Don't Live Here Anymore" — 4:26
8. "Why Did You Do It Just Tonight" — 4:27
9. "Don't Give Up" — 3:24
10. "Let's Talk About Love" — 3:53